# ニトリル

ニトリルの一般構造式

ニトリル (nitrile) は R−C≡N で表される構造を持つ有機化合物の総称である。カルボン酸やその誘導体と、炭素の酸化数において同等とされる。なお、手袋などの家庭用品によく使われるニトリルは、ニトリルゴム（ブタジエンアクリロニトリル共重合体）のことである。

## シアノ基
ニトリルが持つ、−C≡N と表される 1価の官能基はシアノ基、またはニトリル基と呼ばれる。炭素がsp混成をとっており、直線形分子構造を持つ。シアノ基は強い電子求引基である。

## 命名法
IUPAC命名法では炭素数の等しいアルカンの語尾に -ニトリル (-nitrile) をつけて命名する。または、母体となるカルボン酸の語尾 (-oic acid または -ic acid) を  (-onitrile) に置き換える。または、接頭語として「シアノ-」(cyano-) を用いる。

## 性質
シアン化水素は別名をメタンニトリルというものの、極性溶媒ではプロトンとシアノ基が電離するため、化学的性質が異なるので一般にはニトリルには含まない。従って最も単純なニトリルはエタンニトリル(アセトニトリル)である。
シアン化水素や金属シアニドは電離してシアン化物イオンを放出するが、ニトリルは通常の条件では分解してシアン化物イオンを放出することはない。

## 合成
ニトリルはハロゲン化アルキルとシアン化カリウムを反応させることで合成できる。トシラートなど、スルホン酸エステルを基質としても良い。ハロゲン化アリールをシアノ化する場合はシアン化銅を加えて加熱する（ローゼンムント・フォンブラウン合成）。
{\displaystyle {\ce {{R-X}+KCN->{R-CN}+KX}}}
(X=Cl,Br,I,OS(=O)2R,etc.)
アルデヒドやケトンなどのカルボニル化合物にシアン化カリウム、あるいはシアン化水素を付加させるとシアノヒドリンが得られる。
{\displaystyle {\ce {{R-C(=O)-R'}+ HCN -> R-C(CN)(OH)-R'}}}
ストレッカー反応では、アルデヒドからイミンを発生させてシアン化物イオンを付加させる反応が鍵段階となっている。得られるα-アミノニトリルを加水分解してα-アミノ酸とする。
また、アルドキシム (R−CH=NOH) やカルバモイル基 (R−CONH2) にトリホスゲン、五塩化リンなどの脱水剤を作用させても得られる。
2016年理化学研究所より、四つのチタンを含むチタン化合物から特殊な試薬を用いずに窒素分子を切断し、切断した窒素種と入手が容易な酸塩化物から含窒素有機化合物であるニトリルを直接合成する手法が、発表されている。

## 反応
ニトリルを強い酸性条件あるいは塩基性条件下で加水分解するとカルボン酸となる。加水分解の条件を適当に調整して、1級アミドへと導くことも可能である。
{\displaystyle {\ce {{R-CN}+}}}強酸又は強塩基{\displaystyle {\ce {-> R-COOH}}}又は{\displaystyle {\ce {{R-CONH2}}}}
また、水素化アルミニウムリチウムなどで還元すると第1級アミンができる。この方法は第1級アミンを作る上で有用なものである。
{\displaystyle {\ce {{R-CN}+ LiAlH4 -> R-CH2NH2}}}
シアノ基は電子求引性を持つので、α位に水素を持つニトリルに強塩基を作用させるとプロトンが引き抜かれてカルバニオンを発生させられる。ここに求電子剤を反応させることで、炭素-炭素結合生成が行なえる。マロノニトリル(NC-CH2-CN)やシアノ酢酸エチル(NC-CH2-COOEt)などは活性メチレン化合物として振る舞う。
シアノ基はまたα炭素上のラジカルを安定化するはたらきもあり、例えばアゾビスイソブチロニトリル(AIBN)のラジカル開始剤としての特長に表れている。
シアノ基を注意深く水素化ジイソブチルアルミニウム(DIBALH)で還元後、続いて加水分解すると、対応するアルデヒドが得られる。
{\displaystyle {\ce {{R-CN}+ HAl(i-Bu)2 -> R-CHO}}}（加水分解後）
有機アジ化物と[3+2]付加環化反応を行い、テトラゾールを与える。
ニトリルに炭素カチオンを作用させると窒素原子に付加し、生じたニトリリウムイオンが加水分解を受けてN-置換アミドを与える(リッター反応)。

## 主なニトリル
工業的に最も重要なニトリルはアクリロニトリル（H2C=CHC≡N)で、ポリアクリロニトリルの原料となる。アセトニトリルは非プロトン性極性溶媒として重要である。